# Bethel Church (Redding, Kalifornien)

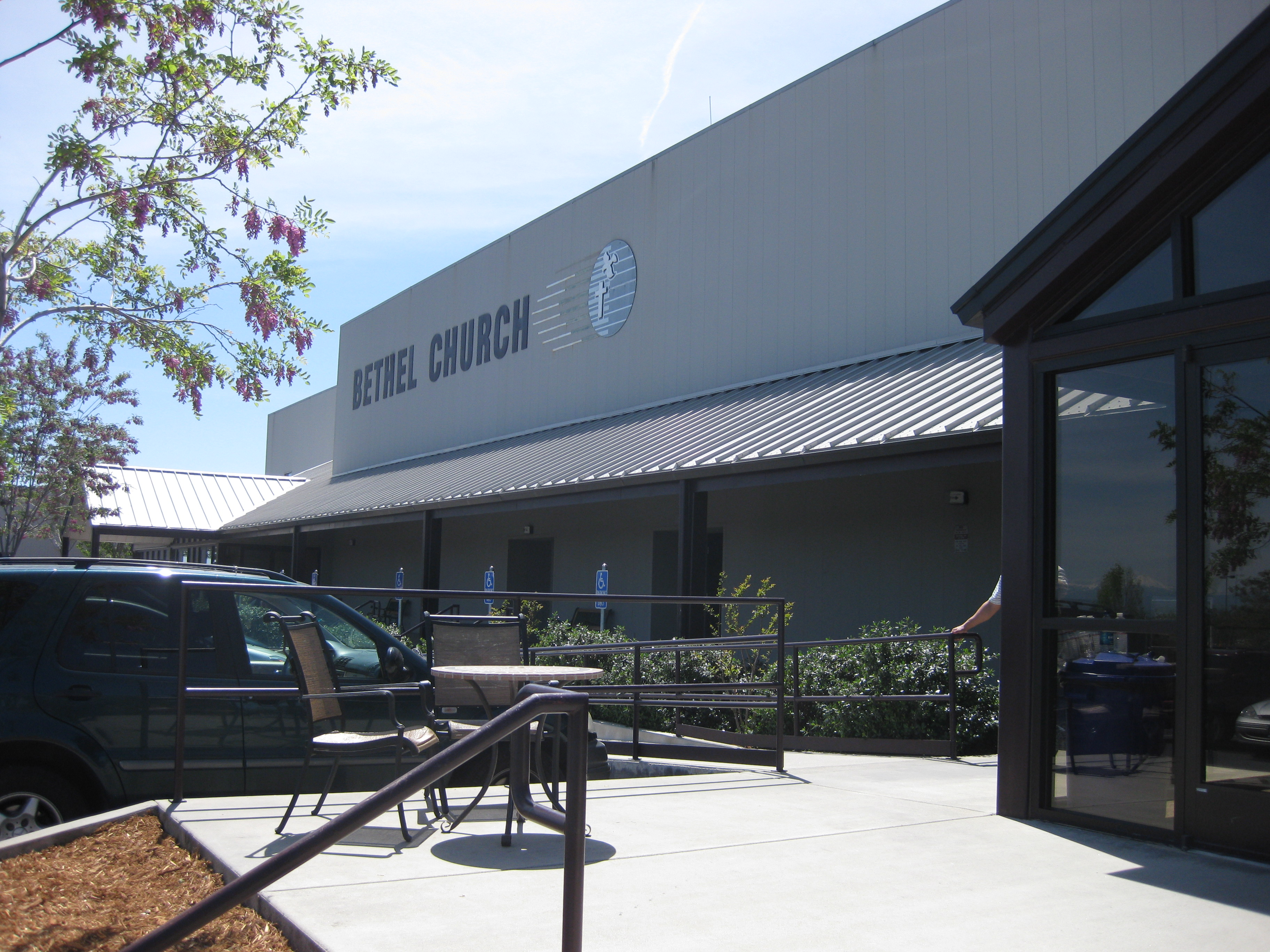
Bethel Church in Redding

Die Bethel Church ist eine charismatisch-christliche Kirche der Pfingstbewegung in Redding im Norden Kaliforniens. Die Gemeinde wurde 1954 gegründet, sie gehörte bis 2006 zu den Assemblies of God, seither ist sie unabhängig geworden. Sie hat 8.700 Besucher pro Woche, ein Budget von über 9 Mio. US-Dollars pro Jahr und ist weltweit bekannt geworden durch die Bethel Music und die Bethel School of Supernatural Ministry, eine Bibel- und Jüngerschaftsschule, die ein oder drei Jahre dauert und 2.200 Studierende umfasst.

## Geschichte
1952 startete die Bethel Church mit einigen Familien, die sich in privaten Häusern trafen. Als die Zahl der Mitglieder wuchs, zog die Gemeinde in die Eagle’s Hall in der Yuba Street. 1954 wurde das Gebäude der Sieben-Tags-Adventisten das neue Zuhause der Gemeinde. Zudem wurde der Antrag an die Assemblies of God gestellt, als Bethel Church integriert zu werden. Unter Pastor Doherty’s Leiterschaft hatte die Gemeinde die Möglichkeit Land auf dem Bechelli Lane zu kaufen, und 1964 wurde das Gebäude der Gemeinde gewidmet. Pastor Doherty’s Vision war es, dass die Gemeinde auf dem Berg die Stadt Redding überschaut und ein Licht für die Stadt wäre.
1966 wurde Reverend Vic Trimer, ein Evangelist aus Wichita, Kansas, der neue Pastor der Bethel Church. Er verließ die Gemeinde 1968, als das lokale Büro ihn einem Missionsdienst in Malaysia zuteilte.
1968 zog Earl Johnson von Downey, Kalifornien, nach Redding, um neuer Pastor der Bethel Church zu werden. Während seiner 14-jährigen Zeit als Pastor, wuchs Bethel auf mehr als 1.000 Kirchengängern und erweiterte die Dienste der Gemeinde. Nachdem 1982 Pastor Earl Johnson als Assistent des Superintendenten von Nordkalifornien und des Distrikts Nevada der Assemblies of God berufen worden war, wurde Val Munson der neue Pastor.
1984 lud die Gemeinde Ray and Rebecca Larson aus Sacramento, Kalifornien, ein, die Leitung der Gemeinde zu übernehmen. Unter deren Leitung wuchs die Gemeinde bis auf knapp 2.000 Mitglieder und verlegte die Gemeinde an den heutigen 71-Acre (0,29 km2) großen Platz.
Im Februar 1996 lud die Gemeinde Bill Johnson aus Weaverville, Kalifornien, ein, die Gemeinde zu leiten. Johnson, der Sohn des ehemaligen Pastors Earl Johnson, hatte eine Bedingung: dass die Botschaft immer die Erweckung sein würde und dass sich das Thema der Erweckung nie ändern würde. Er erhielt fast eine einstimmige Zustimmung der Kongregation und des Kirchenvorstandes. Was Gläubige für eine übernatürliche Wiederbelebung hielten, begann kurz nach der Ankunft von Bill. Die Menschen in der Gemeinde begannen unkontrolliert zu lachen und fielen und rollten auf dem Boden, während sie glaubten, unter der Macht Gottes zu sein. Danach fand ein Massenexodus statt. Schätzungsweise 1.000 Menschen verließen die Kirche, und die beiden Gottesdienste wurden auf einen reduziert. Von 1996 bis 1997 wuchs die Bethel Church nur sehr wenig.
Im Januar 2006 stimmte die Leitung der Bethel Church of Redding, die Zugehörigkeit der Gemeinde zur Assemblies of God aufzulösen und eine unabhängige, nicht-konfessionelle Kirche zu werden. In einem Brief weist Johnson darauf hin, dass diese Aktion keine Reaktion auf einen Konflikt, sondern eine Antwort auf einen Ruf war („…not a reaction to conflict but a response to a call... we feel called to create a network that helps other networks thrive — to be one of many ongoing catalysts in this continuing revival. Our call feels unique enough theologically and practically from the call on the Assemblies of God that this change is appropriate“).
Das Credo der Bethel-Kirche lautet Wie im Himmel so auf Erden (englisch: On earth as it is in heaven), weil Reich Gottes auf Erden wie Himmel sichtbar und erlebbar werden solle. Deshalb engagiert sich die Kirche auch in rechtlichen und politischen Belangen der Stadt und Region.

### Vorstände
- Bill und Beni Johnson (1996 – derzeit)
- Ray Larson (1984–1996)
- Val Munson (1982–1984)
- M. Earl Johnson (1968–1982)
- Vic Trimer (1966–1968)
- Robert Doherty (1952–1966)

## Bethel School of Supernatural Ministry
Im Jahr 1998 gründete man die Bethel School of Supernatural Ministry (BSSM). Das normale Programm der Schule ist ein akademisches Jahr (September bis Mai), es gibt auch ein umfassenderes Programm, das drei Jahre läuft. 2017 kostet das Schuljahr 4.550 US-Dollars, der Unterricht findet in der Stadthalle (englisch: Civic Center) Reddings statt. In dieser Schule liegt der Schwerpunkt nicht auf theologischer Wissensvermittlung, sondern auf persönlicher Veränderung (englisch: personal transformation) hin zum Erweckungsprediger (englisch: revivalist). Die Identität und der Charakter der Schüler soll durch Hören auf Gott und einen Lebensstil der Liebe, Integrität und Ehre geformt werden. Immer wird mit der Gegenwart und dem übernatürlichen Wirken Gottes gerechnet. Etwa 15 % der Schüler bleiben für die vollen drei Jahre. Das zweite Jahr dient der Ausbildung in Leiterschaft, während im dritten Jahr ein Praktikum gemacht wird, um die eigene Berufung zu finden. Während die Schule mit nur 36 Schülern gegründet wurde, hatte sie bis 2010 über 1.200 Studenten jährlich aus der ganzen Welt.
Relevant ist deren Engagement bei diversen christlichen Fernsehstationen im angloamerikanischen Raum, wie Word of Faith und darüber hinaus mit Beiträgen im Christian Broadcasting Network (CBN) sowie dem Trinity Broadcasting Network (TBN).

## Bethel Music
Zahlreiche Musiker und Musikgruppen gehören der Gemeinde an, darunter Brian & Jenn Johnson, Jeremy Riddle, Steffany Gretzinger, William Matthews und Jesus Culture. Regelmäßig erscheinen Veröffentlichungen aus der Gemeinde unter dem Namen Bethel Music, das nach Hillsong United der zweitgrößte Produzent von moderner christlicher Musik mit weltweiten Veröffentlichungen ist.

## Kritik
Bethel Church erfährt weltweit sowohl viel Zustimmung und auch heftige Kritik, insbesondere von konservativen Evangelikalen Amerikas und Deutschlands.
Bart McCurdy, ein Evangelikaler aus Redding, bemängelt, dass nicht zu Buße und Glaube an Jesus Christus aufgerufen werde, sondern dass nur Erfahrung, Zeichen und Wunder gelten würden.
Pastor und Bibellehrer John MacArthur wirft Bethel Church vor, dass kein biblisches Christentum verkündigt, Wahrheit vermieden und das Evangelium nicht proklamiert werde.
Der baptistische Jugendpastor Richard P. Moore wirft Bill Johnson und der Bethel Church vor, dass mehr Pfingsten als Golgatha und mehr Erfahrung als Bibel verkündet werde. Gnostische Elemente in Bethel führten zu einem Gemisch, das an Synkretismus und Okkultismus grenze. Er und weitere Kritiker zählen Bethel Church zur Bewegung New Apostolic Reformation (NAR) um C. Peter Wagner, die eine unbiblische Theologie der Herrschaft, den sogenannten Dominionismus, vertreten würden.
Bill Johnson nahm 2024 an der Unum-Konferenz in der Olympiahalle München teil. Das Treffen, an dem auch Heinrich Timmerevers anwesend war, wurde u. a. von mehreren Lokalpolitikern sowie den Veranstaltern des Christopher Street Day kritisiert, da rechtsgerichtete und christlich-fundamentalistische Positionen vertreten werden.